# Stefan T. Pinternagel
Stefan Thomas Pinternagel (* 15. August 1965 in Straubing; † 13. Oktober 2009 in Augsburg) war ein deutscher Schriftsteller.

## Leben und Schaffen
Pinternagel lebte zunächst in Straubing, später in Lagerlechfeld und danach in Augsburg, wo er nach einem mehrjährigen Aufenthalt in Zürich im Oktober 2009 nach schwerer Krankheit starb. 1999 wurde sein Roman „Totentanz“ für den Kurd-Laßwitz-Preis nominiert. 2001 erreichte er den 3. Platz in dem vom Uzzi-Verlag ausgeschriebenen 160-Zeichen-Literaturwettbewerb in der Kategorie „Liebe“. Im selben Jahr gewann er den 2. Platz im „Maskenball-Award“. Ein Jahr später erfolgte die Vertonung von drei Gedichten für die CD „… ich bin des regenbogens angeklagt“. Seine Erzählung „Midas“ wurde 2003 für den Bayerisch-Schwäbischen Literaturpreis nominiert. Der SF-Club „ÜberAll“ wählte seine Erzählung „Double Health Inc.“ auf den ersten Platz. In den Jahren 2004, 2005 und 2006 gehörte er als Mitinitiator zu den Lesungen „Brennende Bücher – Eine Veranstaltung zur Bücherverbrennung vom 10. Mai 1933“ (mit Peter Dempf, Rainer Braune und Franz Dobler). Seit 2006 lebte er dann in Zürich und war Mitglied im AdS (Autorinnen und Autoren der Schweiz).

## Veröffentlichungen
- „AcidHead – Visionen im Dunkeln“, Klaus Bielefeld Verlag, ISBN 3-932325-28-1
- „Grenzgänger“, „Graham´s Curse“, „EndTot“ – Trilogie in der Ad Astra-Reihe (Band 2–4), Hary-Production
- „Türen“ – Gedichte, Geest Verlag, ISBN 3-934852-06-8
- „Türen“ – Audio-CD zum Gedichtband im Geest-Verlag, ISBN 3-934852-27-0
- „Fragmente“ – Roman, Atlantis Verlag, ISBN 3-936742-28-6
- „Fragmente“ – Hörbuch, Hörplanet, ISBN 3-936614-60-1
- „CyberJunk“ – Hörbuch, Hörplanet
- „CyberJunk“ – SF Noir, Atlantis Verlag, ISBN 3-936742-38-3
- „…und morgen der ganze Weltenraum“ – Trash Fiction, Edition Solar X 2003, demnächst im Atlantis Verlag[2]
- „Kurt Vonnegut jr. und Science Fiction“, Shayol Verlag, ISBN 3-926126-49-3
- „Midas / Das Leid der Zinnsoldaten“ - Kurzgeschichten - ISBN 3-939334-01-4
- „365 Plus Bonus“ - Literaturprojekt. Jeden Tag ein Satz. Das letzte Projekt des Autors im Angesicht des nahenden Todes. - ISBN 978-3875122862

Darüber hinaus veröffentlichte Pinternagel weit über 100 Gedichte, Stories und Artikel in diversen Literaturzeitschriften, in Anthologien, Zeitungen, Magazinen und im Internet.